# Unteröwisheim
Unteröwisheim (südfränkisch: Unnaroise) ist ein Stadtteil der Stadt Kraichtal im Landkreis Karlsruhe im nordwestlichen Baden-Württemberg.

## Geographie
Unteröwisheim liegt in der Hügellandschaft des Kraichgaus. Die Gemarkungsfläche beträgt 1337 ha.

## Geschichte

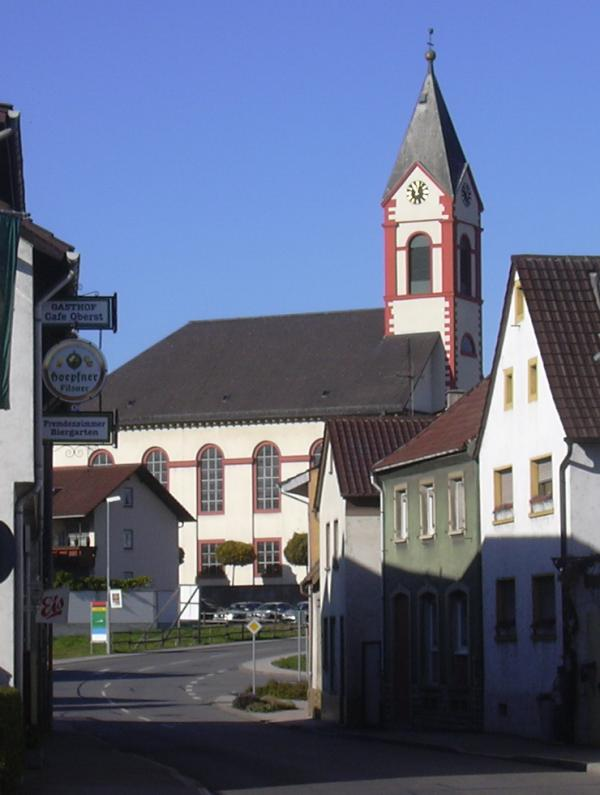
Kirche und Hauptstraße in Unteröwisheim

771 erstmals als Auwinsheim erwähnt, wird Unteröwisheim ab 1227 von Oberöwisheim unterschieden. Vermutlich von den Grafen von Calw über die Welfen und Staufer kam der Ort vor 1300 in den Besitz der Markgrafen von Baden. 1346 überließ Markgraf Friedrich II (Baden). dem Kloster Maulbronn die Hälfte der Ortsherrschaft, die andere Hälfte folgte bis spätestens 1411 nach. Wie über Maulbronn übte die Pfalz die Schirmherrschaft über den Ort aus. Seit der Reformation übte Württemberg die Ortsherrschaft aus und übernahm den Maulbronner Pfleghof, das sogenannte Schloss Unteröwisheim. Die Reformation konnte wohl erst ab 1557 voll durchgesetzt werden. 1747 erwarb Württemberg im Austausch gegen Zaisenhausen, Sprantal und Gölshausen auch die pfälzischen Oberhoheitsrechte. Damit war ganz Unteröwisheim württembergisch. Die Württemberger hatten Unteröwisheim vermutlich im 17. Jahrhundert zur Stadt erhoben. 1806 kam Unteröwisheim durch den Tausch- und Epurationsvertrag zum Großherzogtum Baden und gehörte zunächst zum Amt Gochsheim, ab 1809 zum Stadtamt und ersten Landamt Bruchsal und von 1810 bis 1819 zum zweiten Landamt Bruchsal. Ab 1819 gehörte Unteröwisheim zum Oberamt bzw. Bezirksamt Bruchsal.
Am 1. September 1971 vereinigte sich Unteröwisheim mit der Stadt Gochsheim sowie mit den Gemeinden Bahnbrücken, Landshausen, Menzingen, Münzesheim, Neuenbürg, Oberacker und Oberöwisheim zur neuen Stadt Kraichtal.
2005 hatte Unteröwisheim 3252 Einwohner.

## Wappen
Das ehemalige Wappen von Unteröwisheim zeigt in Blau einen linksgewendeten goldenen Hasenkopf, hinterlegt mit einem schräglinken goldenen Abtsstab.

## Söhne und Töchter der Stadt
- Friedrich Konrad Hiller (1651–1726), Jurist und evangelischer Kirchenlieddichter
- Johann Christoph Ludwig Mieg (1731–1807), deutscher Geistlicher, Abt, Generalsuperintendent und Prälat von Maulbronn
- Ludwig Benjamin Martin Schmid (1737–1793), Erzieher zweier holsteinischer Prinzen und Hochschullehrer an der Hohen Karlsschule in Stuttgart
- Karl Julius Lohnert (1885–1944), Astronom und Psychologe
- Hermine König (1893–1942), Zeugin Jehovas, Opfer des Nationalsozialismus

## Sehenswürdigkeiten
Die evangelische Kreuzkirche wurde als Kirche zu Ehren der Dreifaltigkeit, Allerheiligen und des Hl. Kreuzes 1426 erwähnt. Die heutige Kirche wurde 1825 im Weinbrenner-Stil neu erbaut. Sie besitzt eine denkmalgeschützte Orgel von Wilhelm Friedrich Overmann aus dem Jahr 1828.

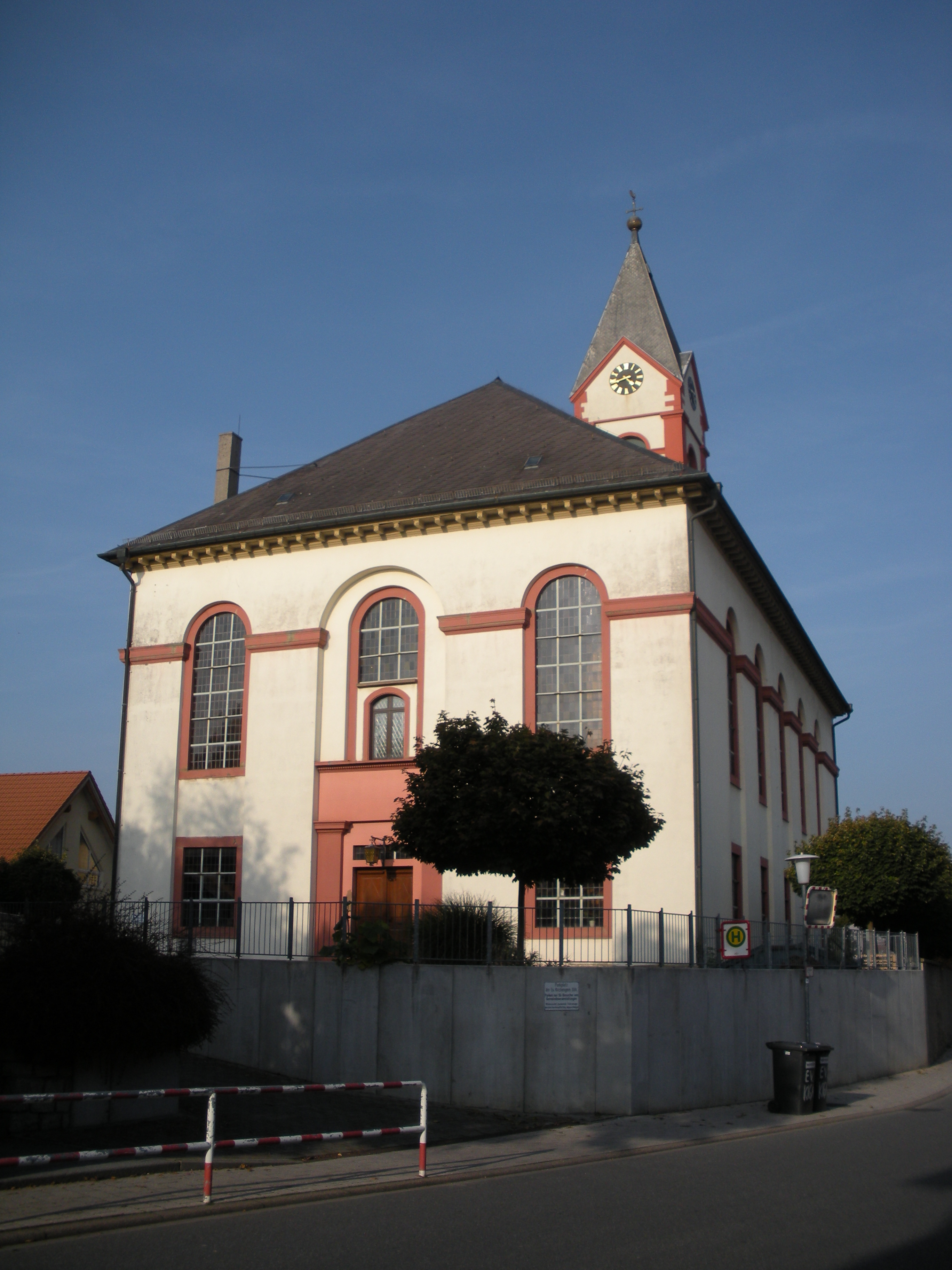
Evangelische Kreuzkirche
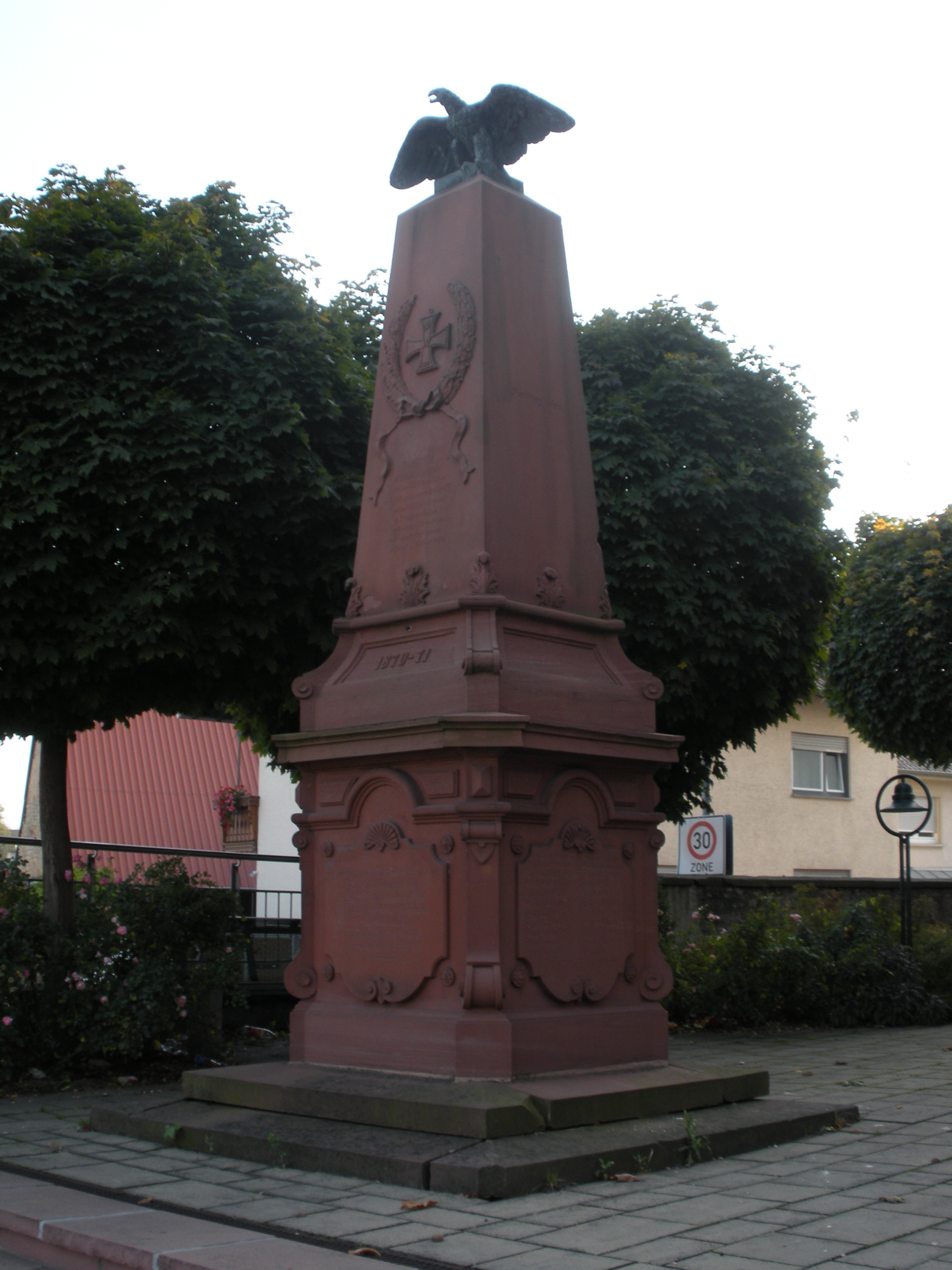
Gefallenendenkmal für die Opfer des Deutsch-Französischen Krieges 1870/71 vor der Kreuzkirche
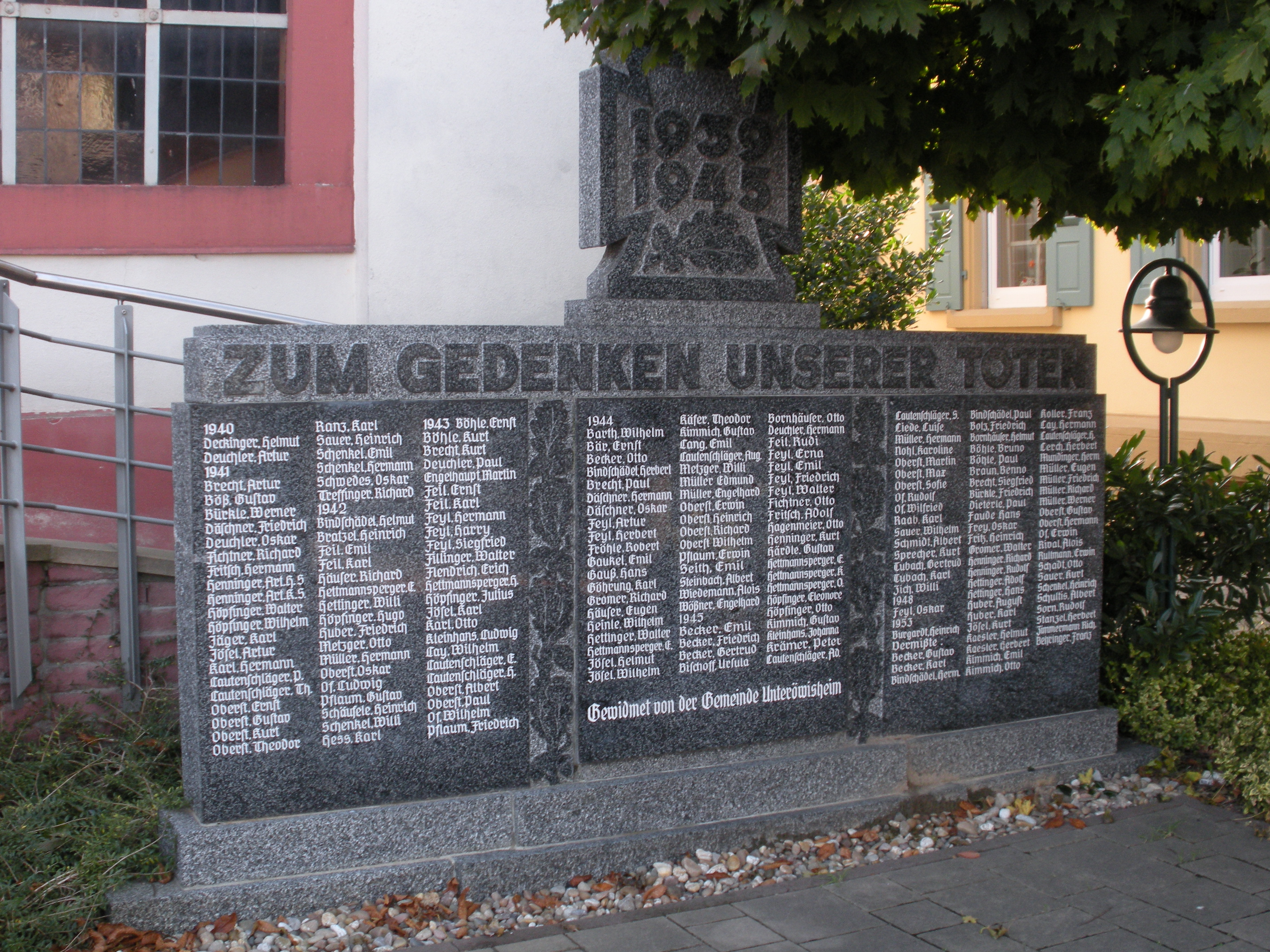
Gefallenendenkmal für die Opfer des Zweiten Weltkrieges vor der Kreuzkirche
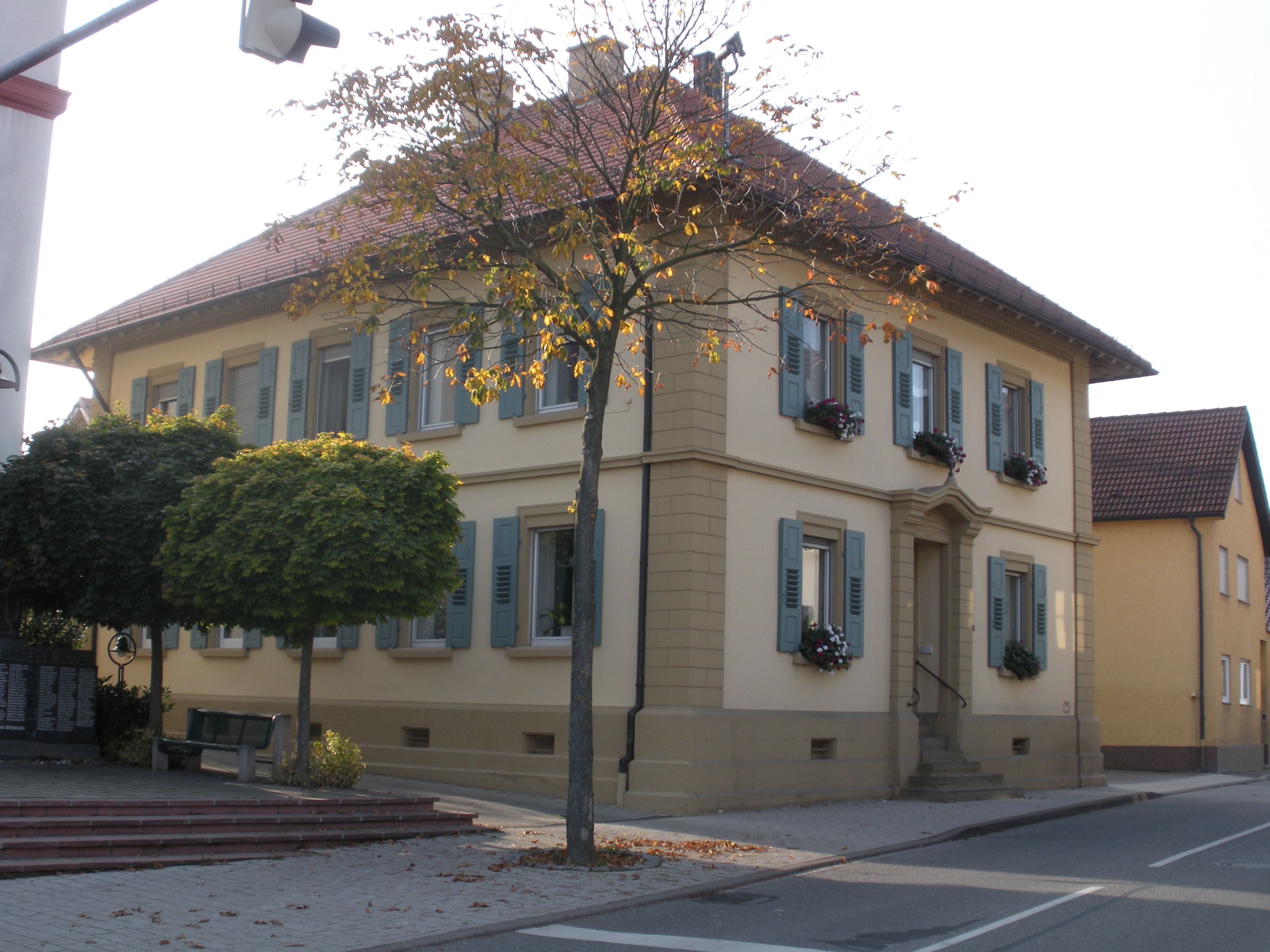
Evangelisches Pfarrhaus
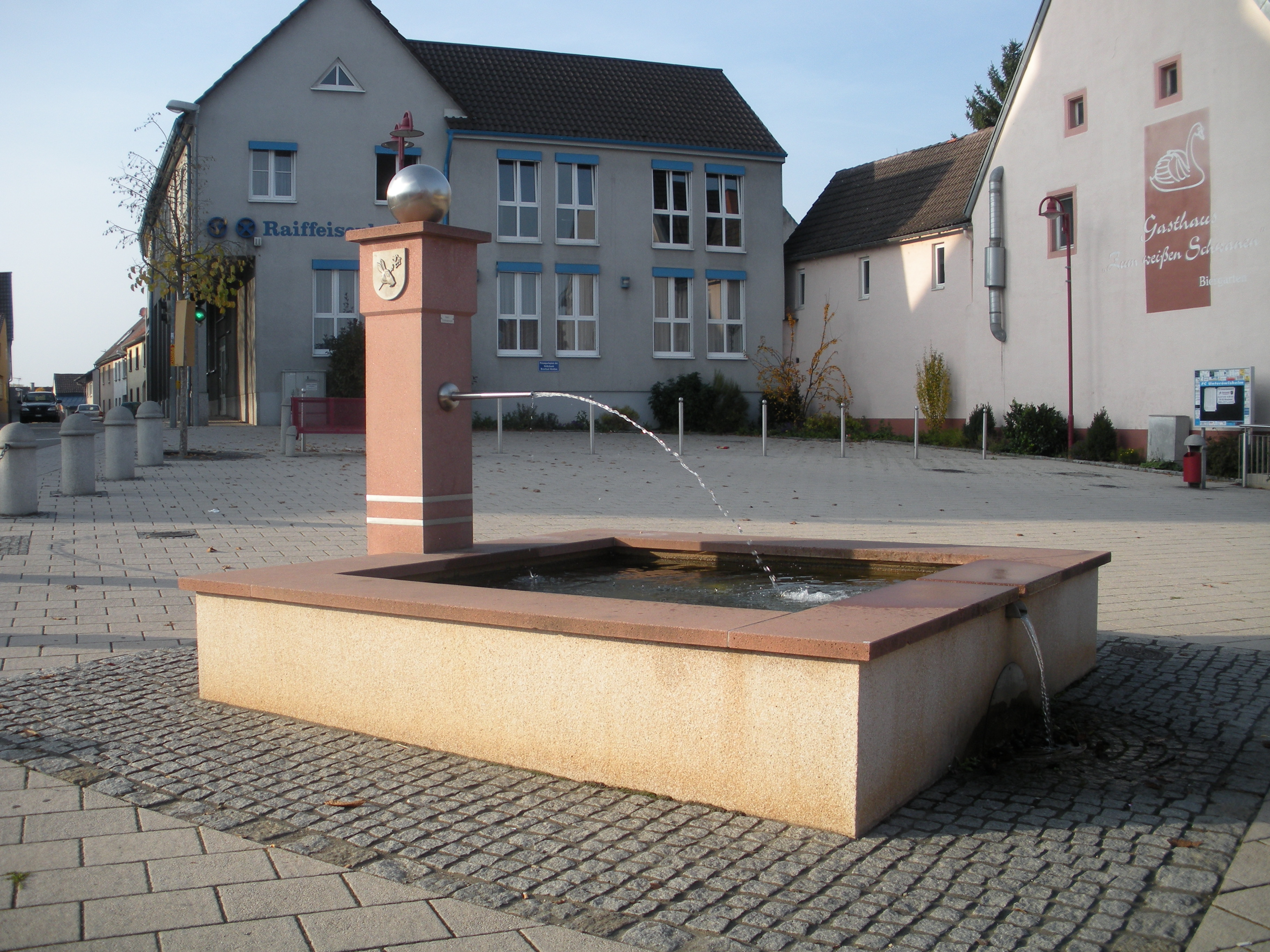
Brunnen bei der Evangelischen Kreuzkirche
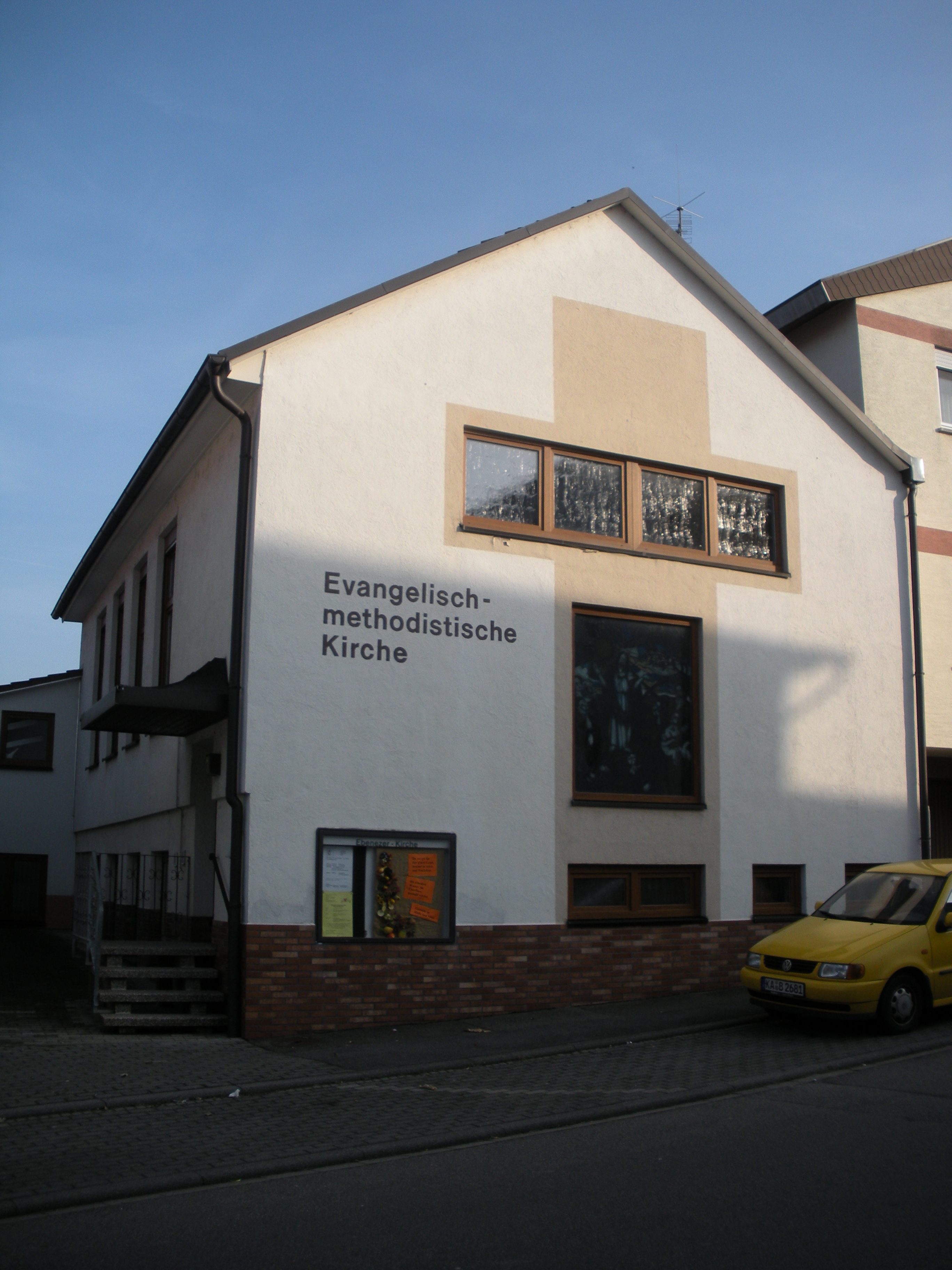
Evangelisch-methodistische Eben-Ezer-Kirche
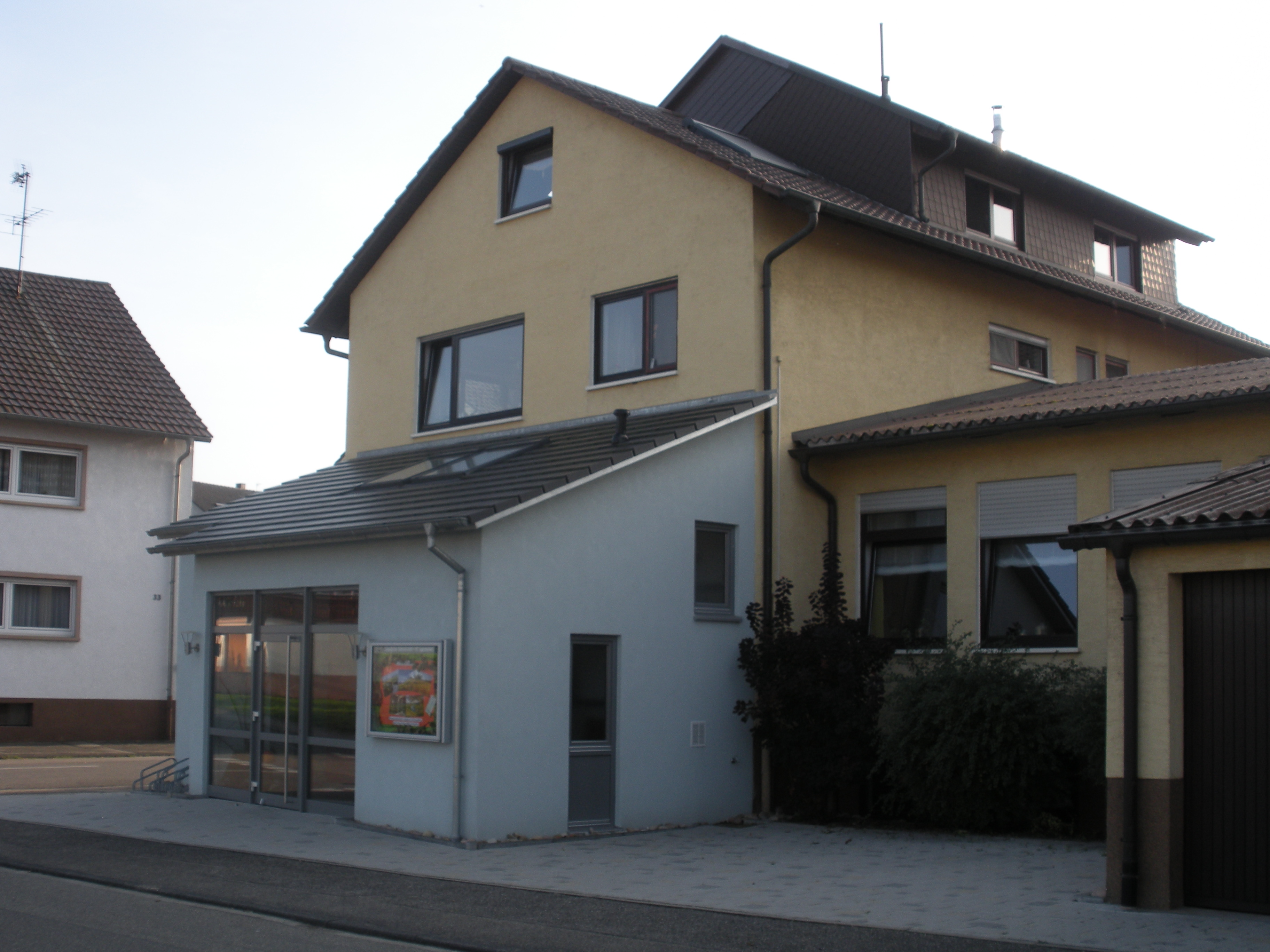
Liebenzeller Gemeinschaftshaus
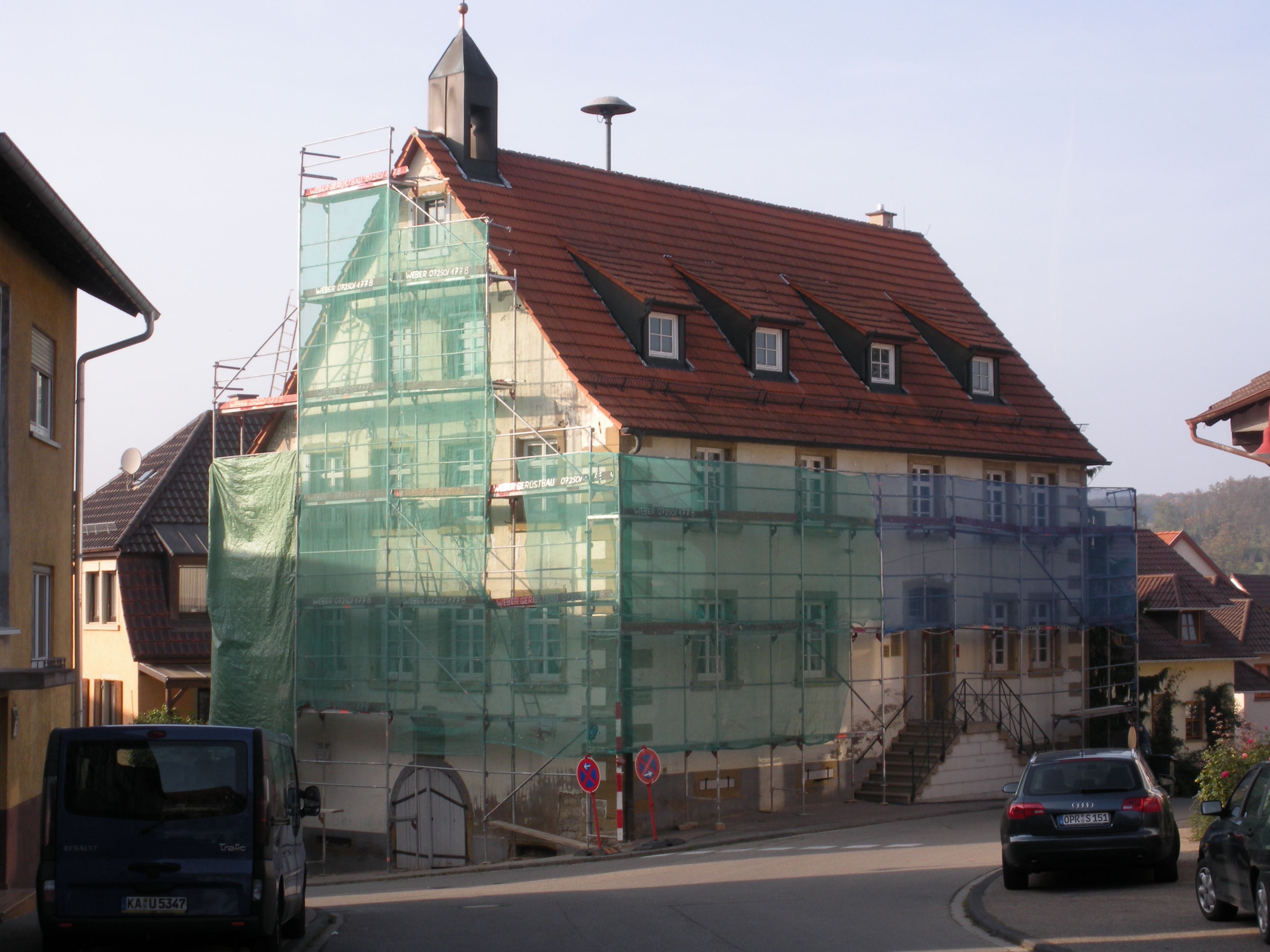
Rathaus in Unteröwisheim
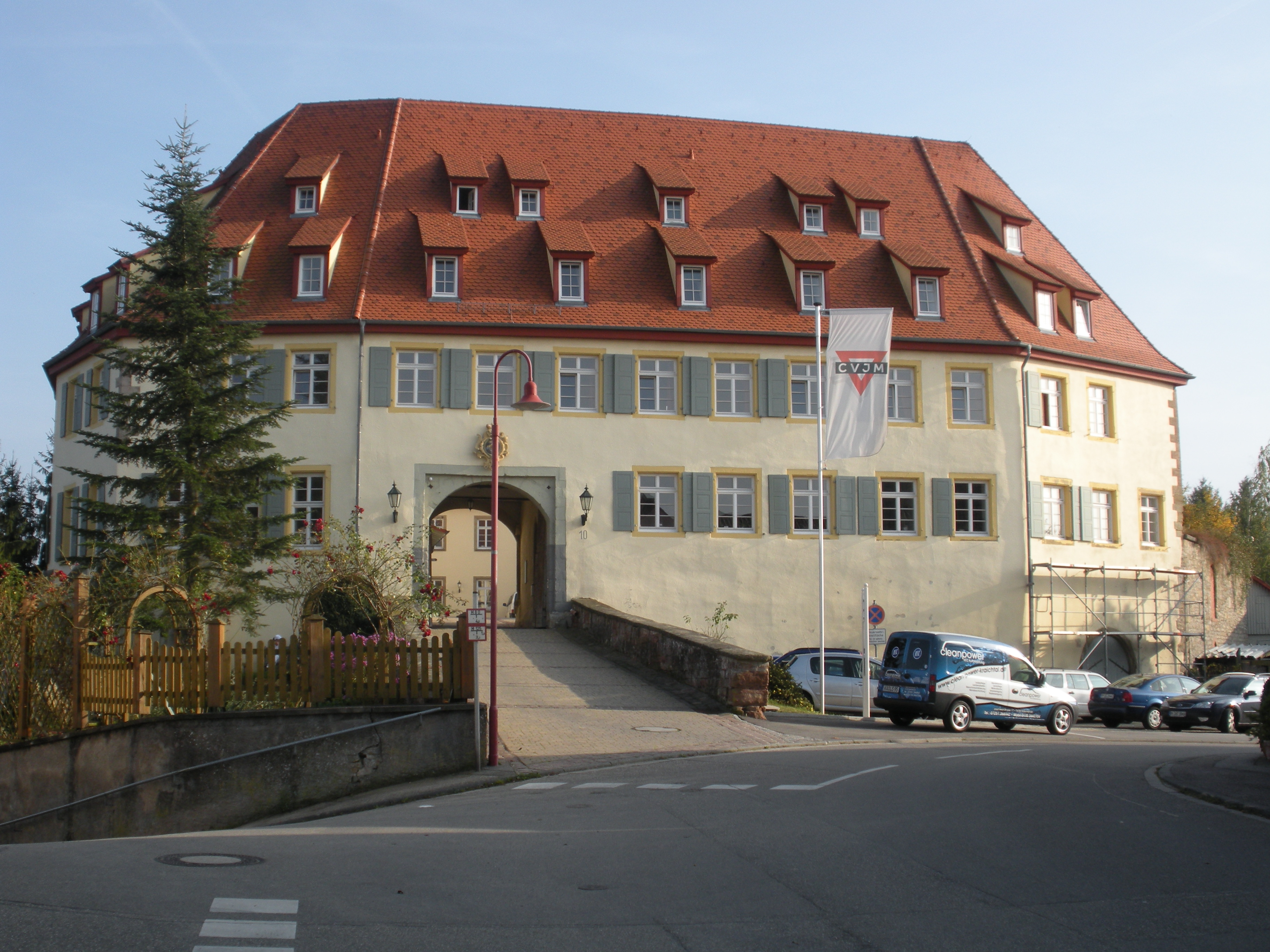
Schloss Unteröwisheim, heute CVJM-Lebenshaus
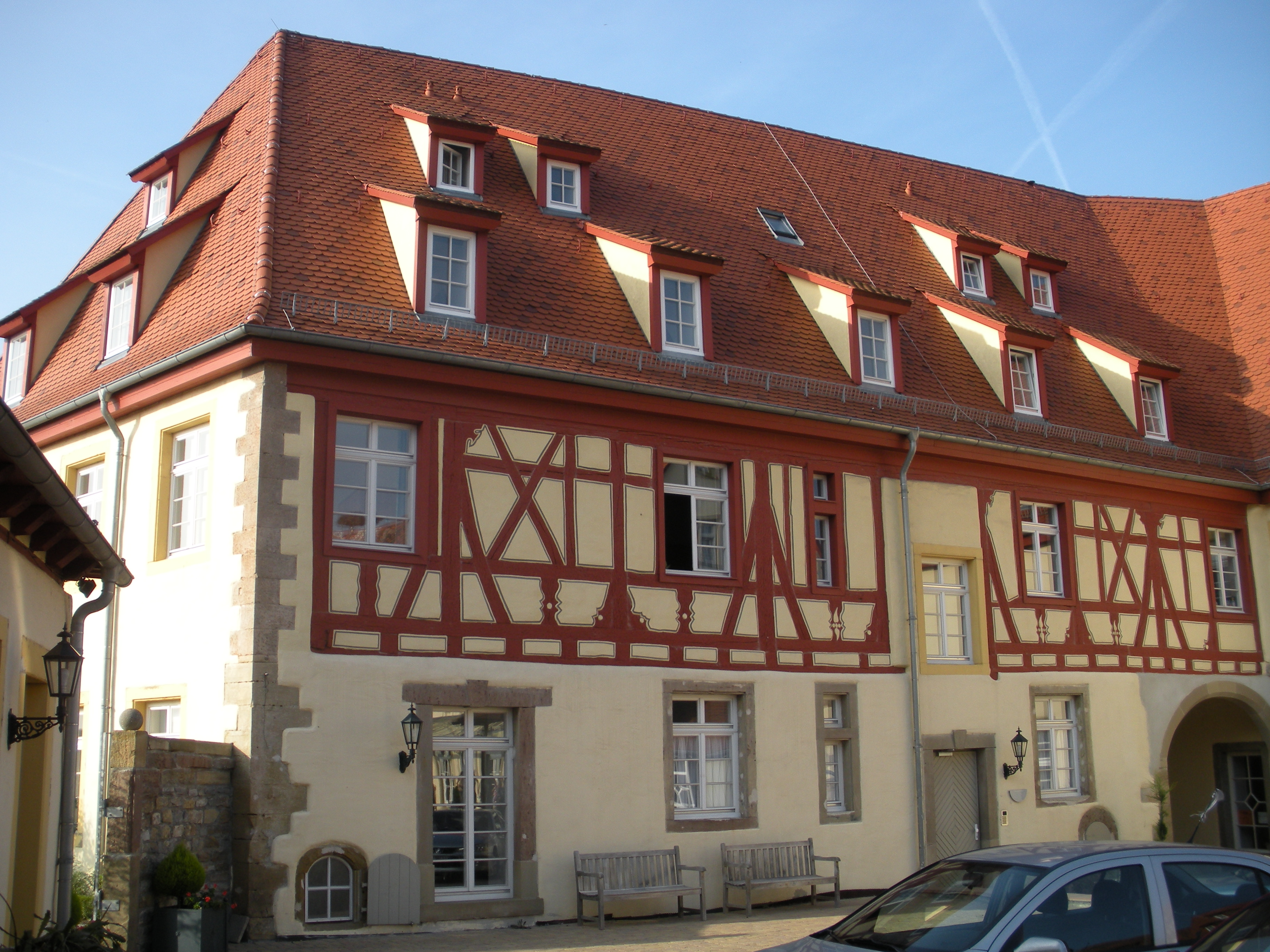
Schlossflügel
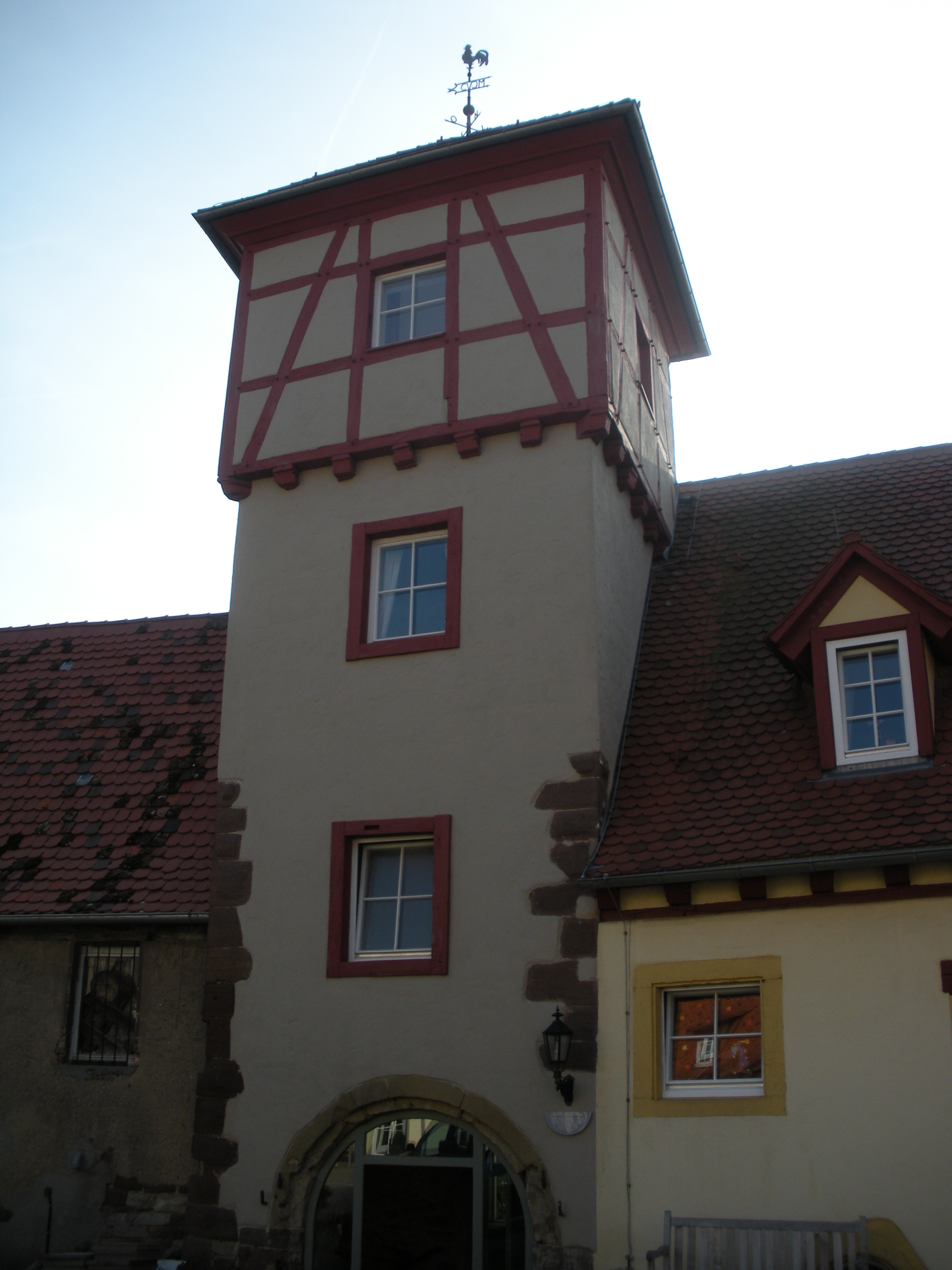
Schlossturm
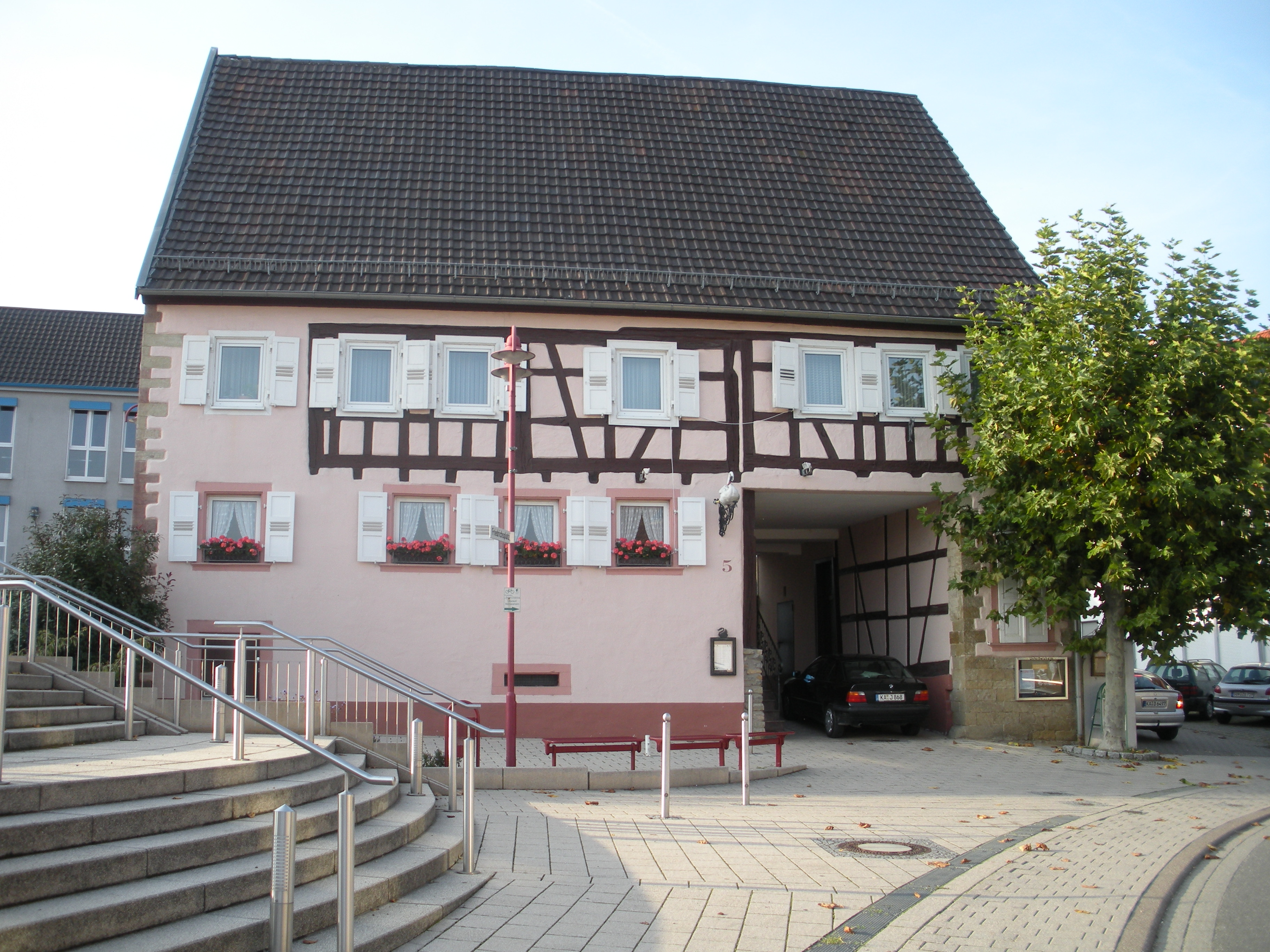
Gasthof Schwanen
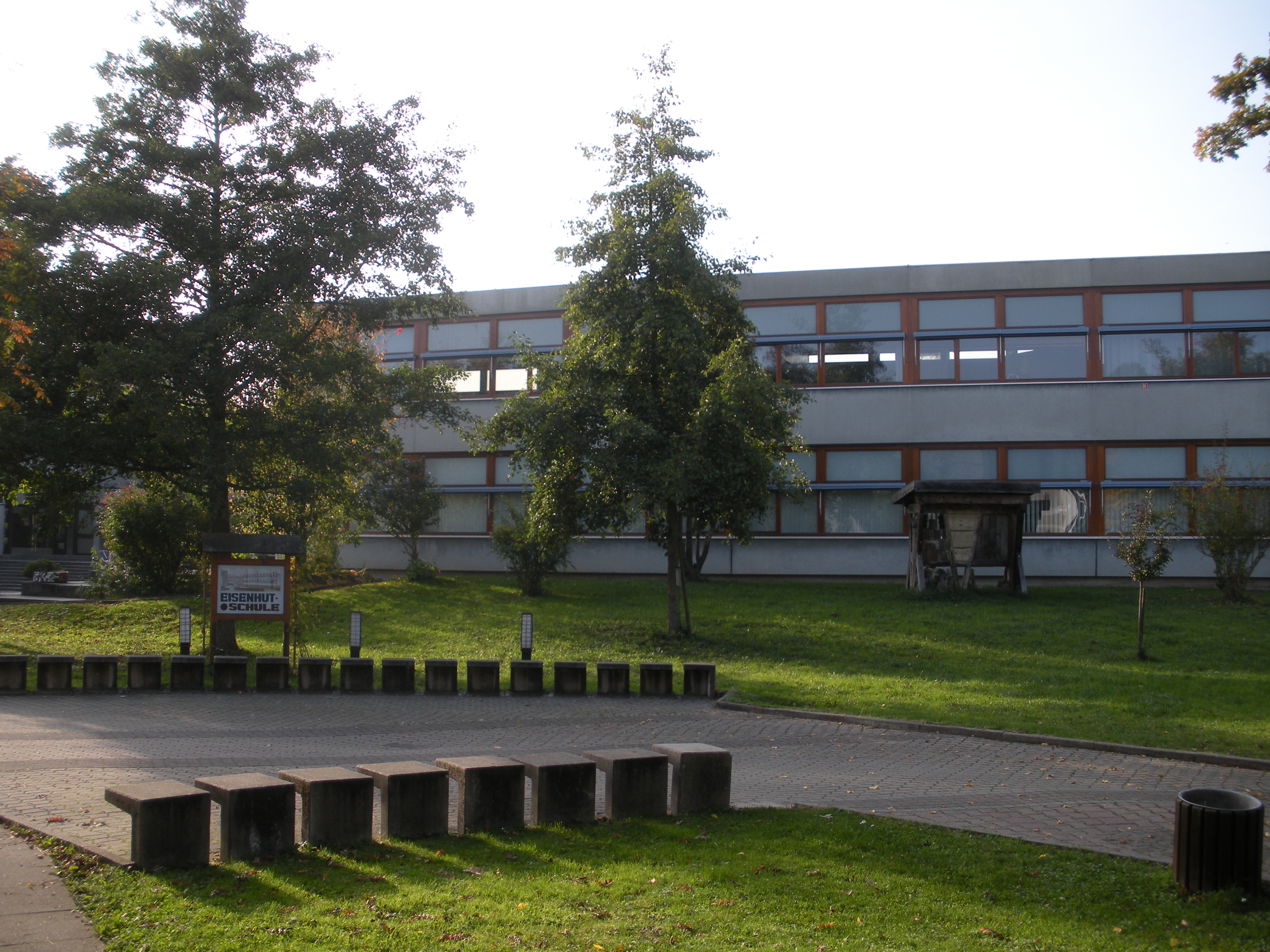
Eisenhutschule Unteröwisheim
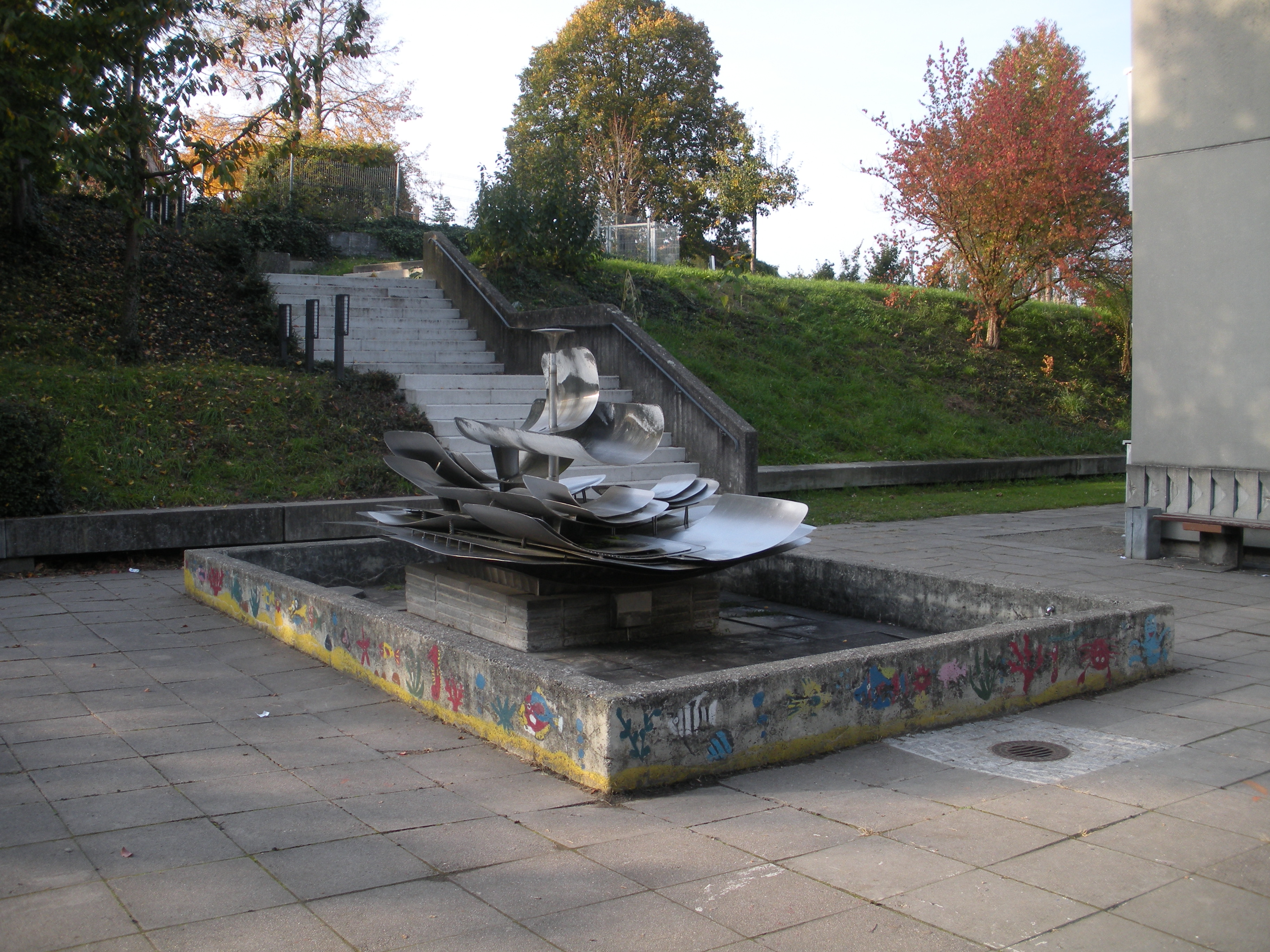
Brunnen bei der Eisenhutschule
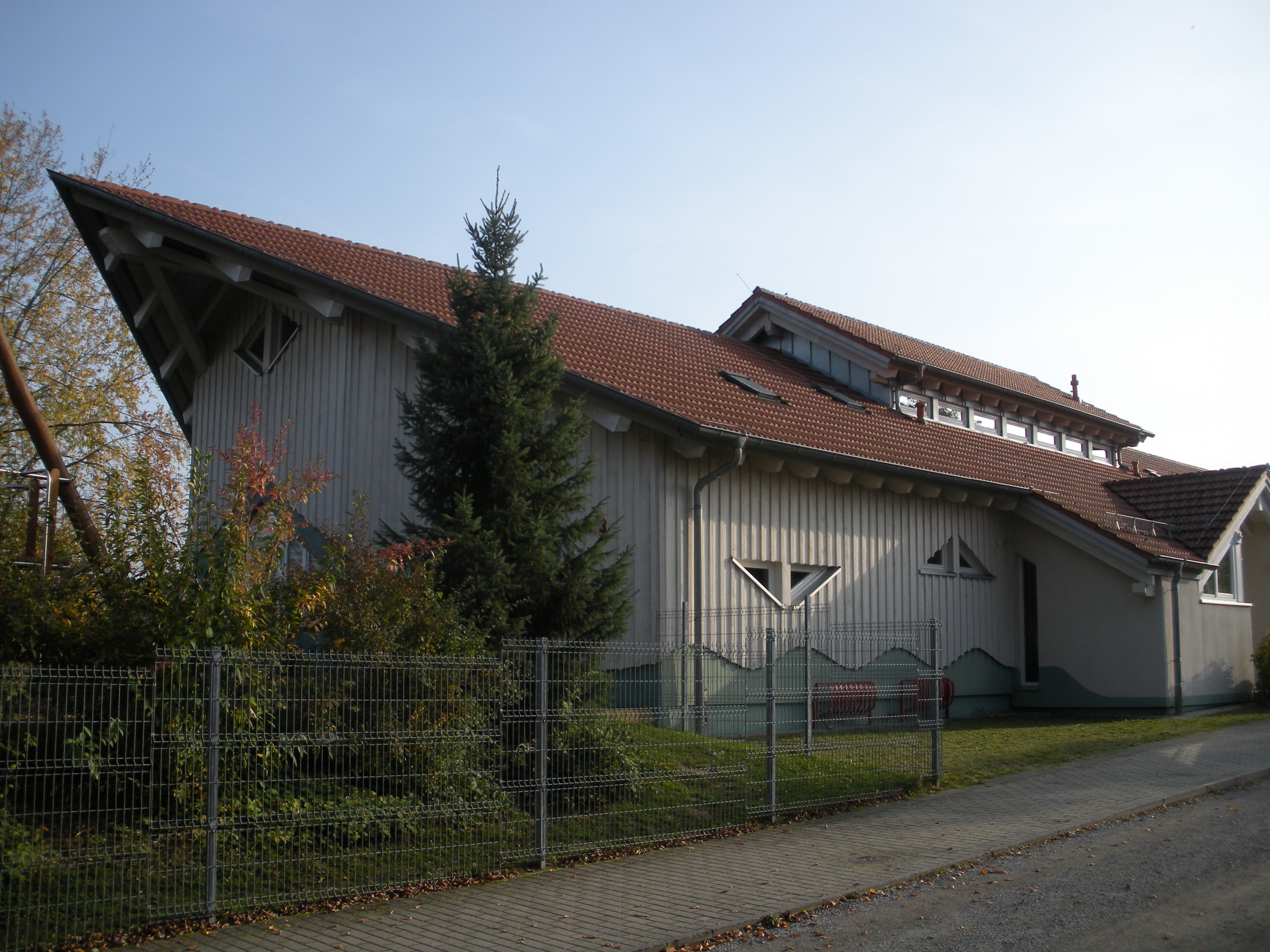
Kindergarten Unteröwisheim
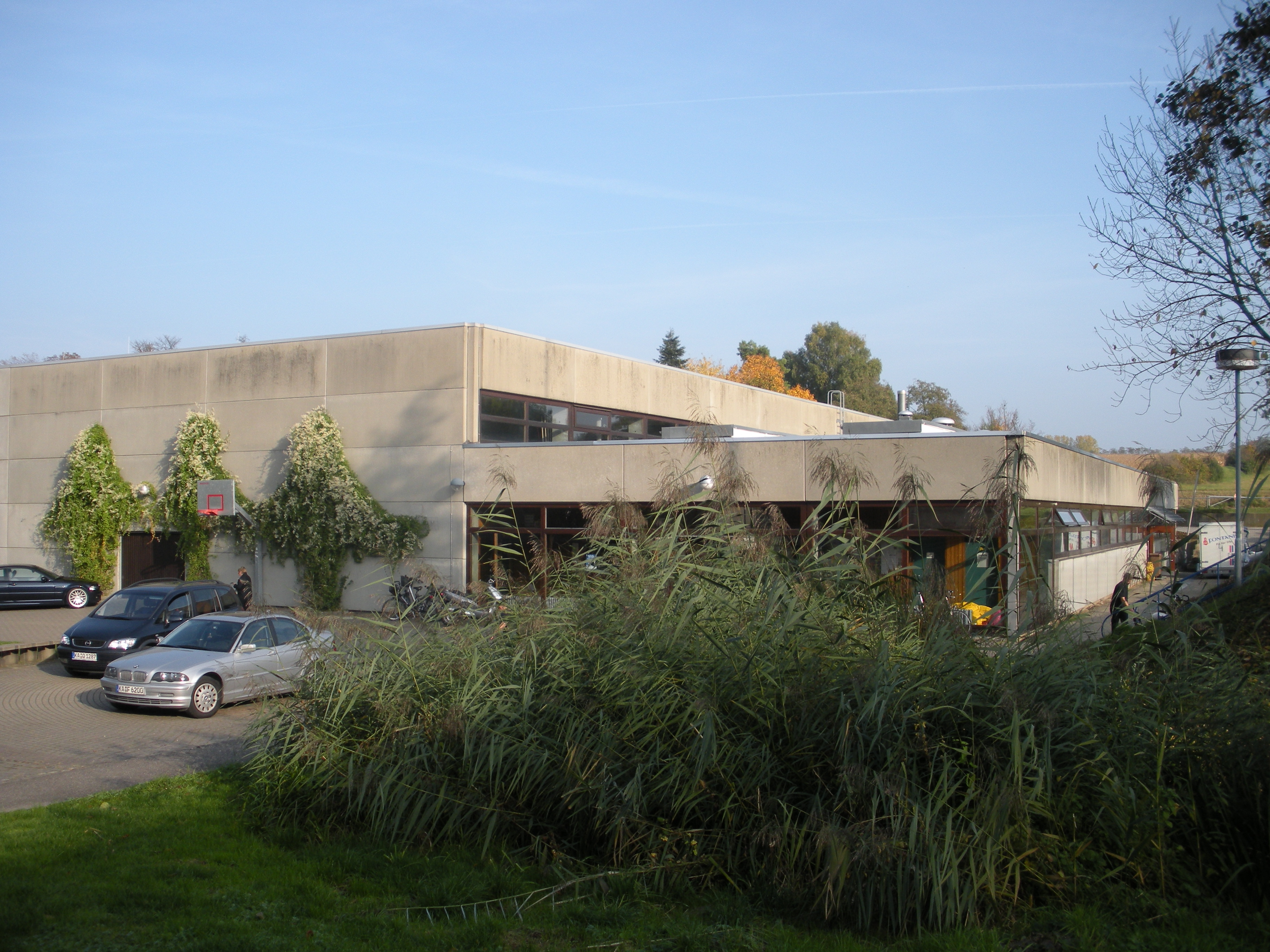
Sport- und Kulturhalle
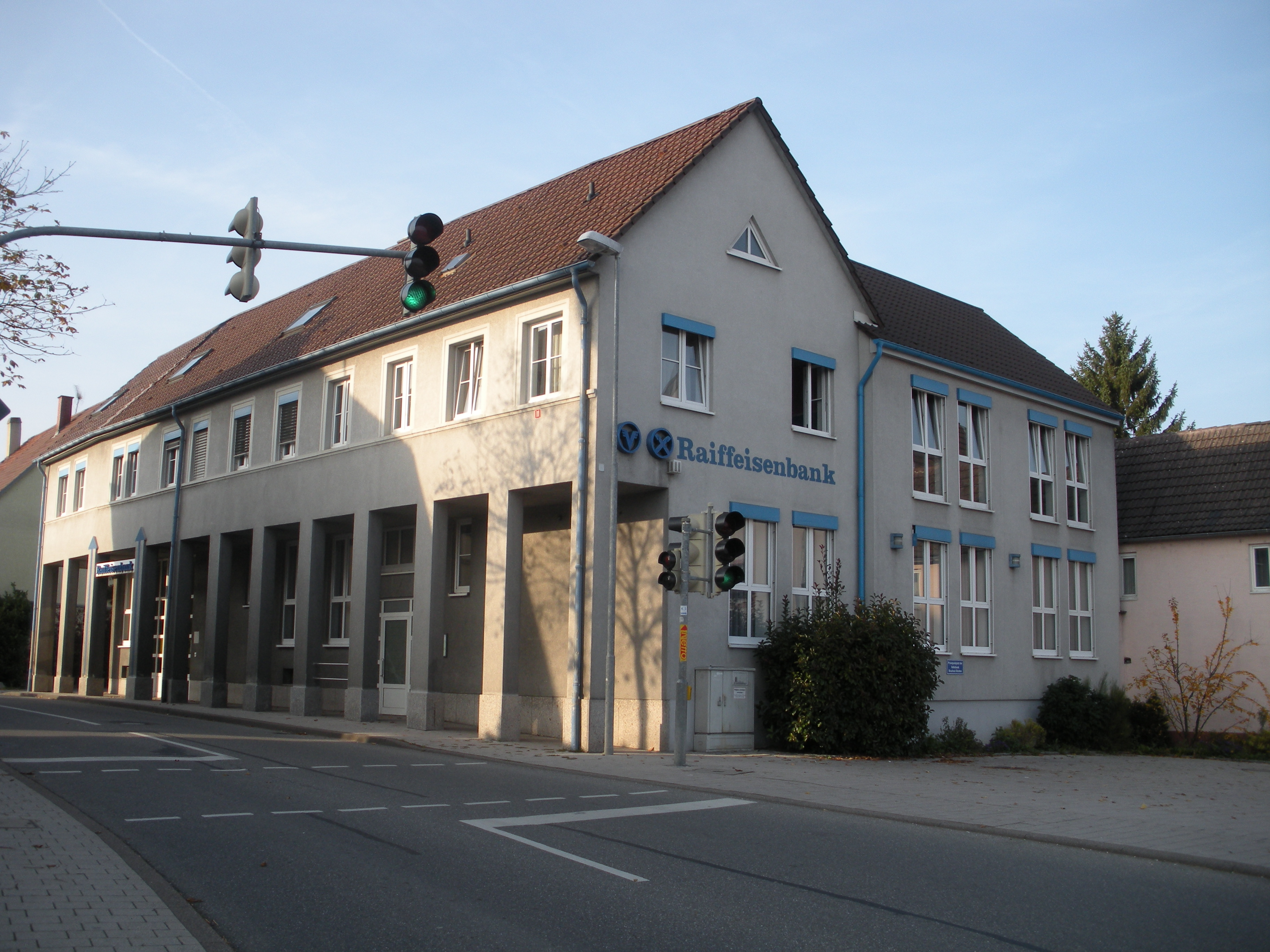
Volksbank Kraichgau – Filiale Unteröwisheim
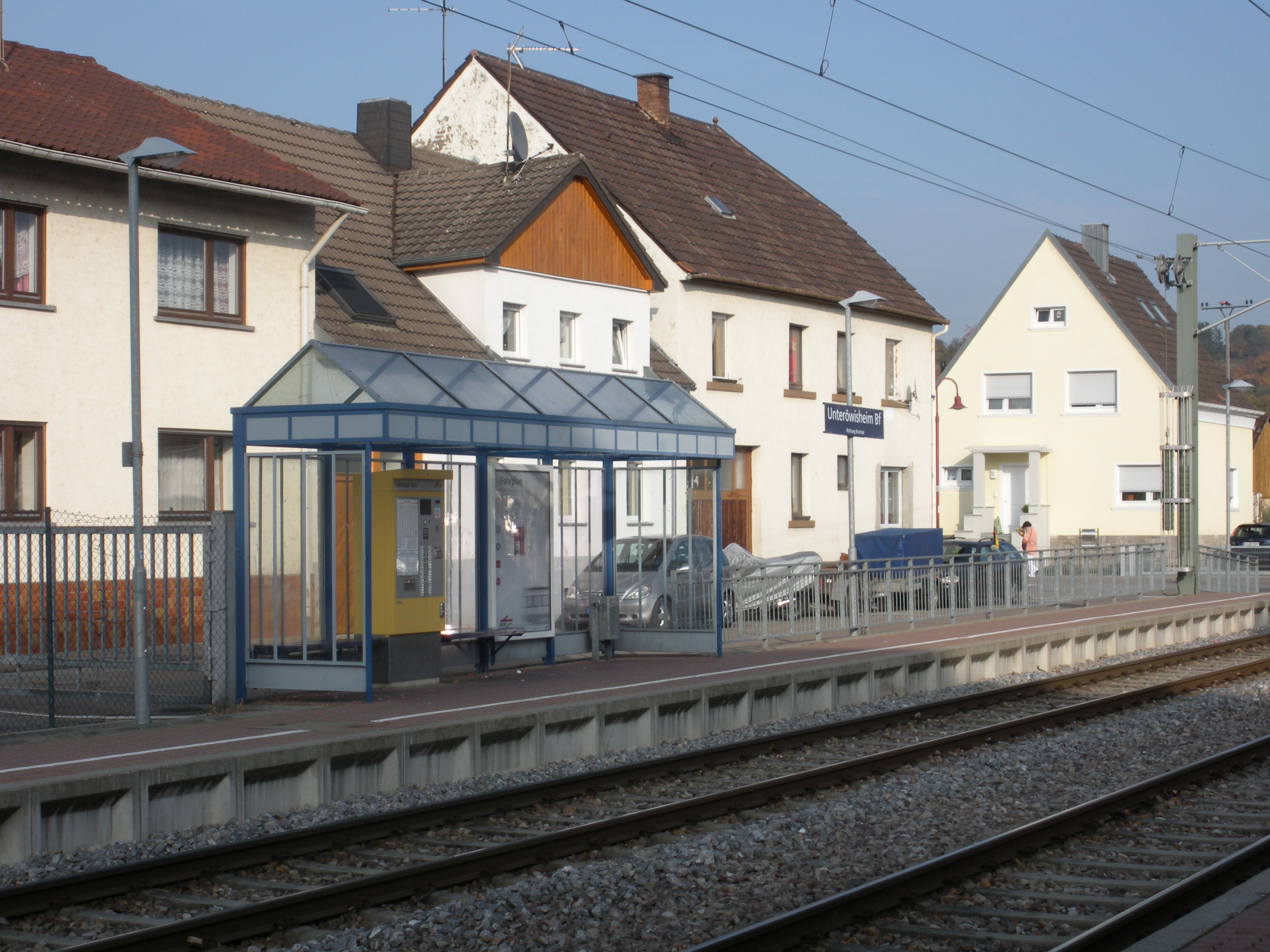
Am Bahnhof Unteröwisheim
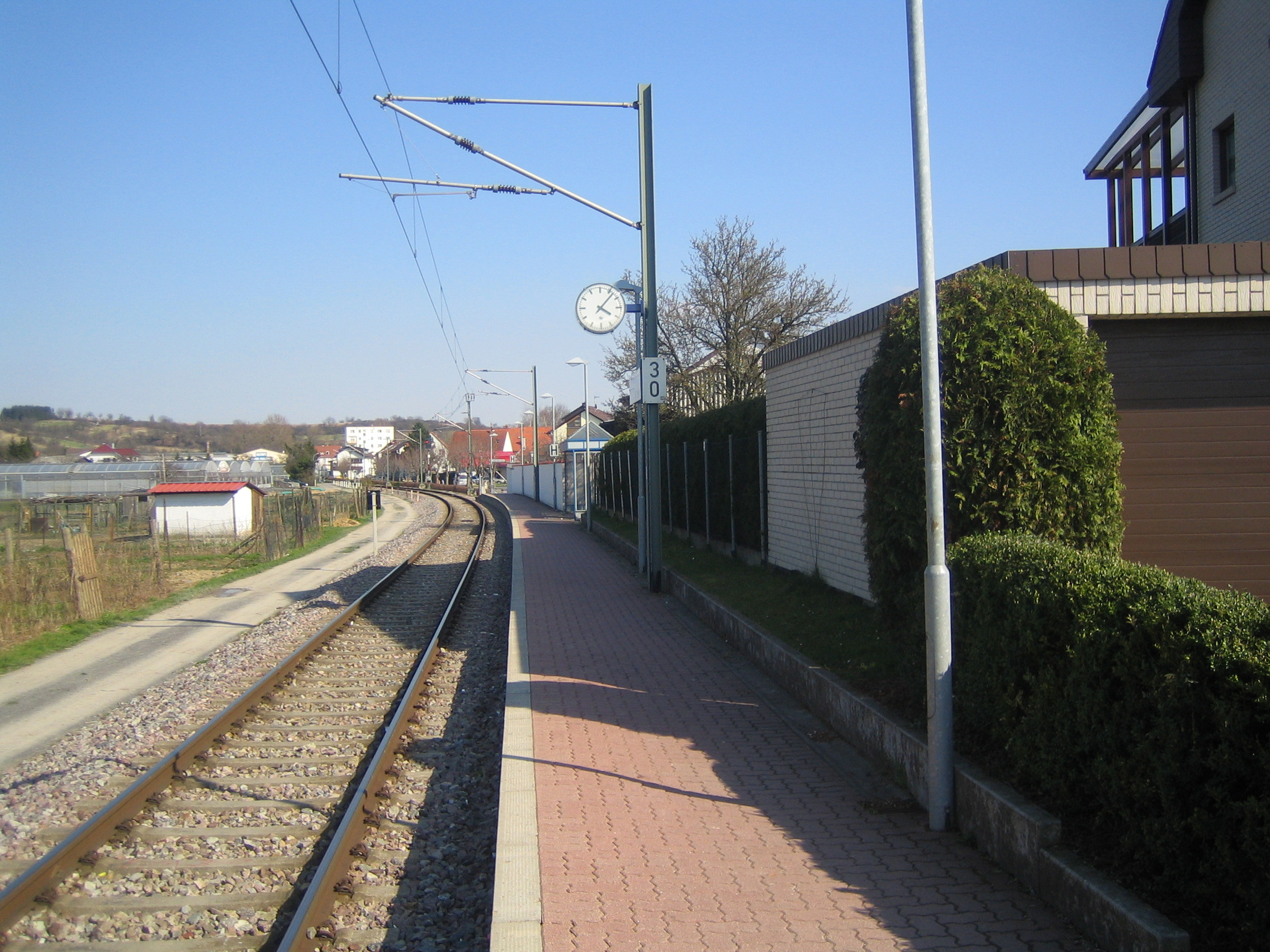
Haltestelle Martin-Luther-Straße in Unteröwisheim
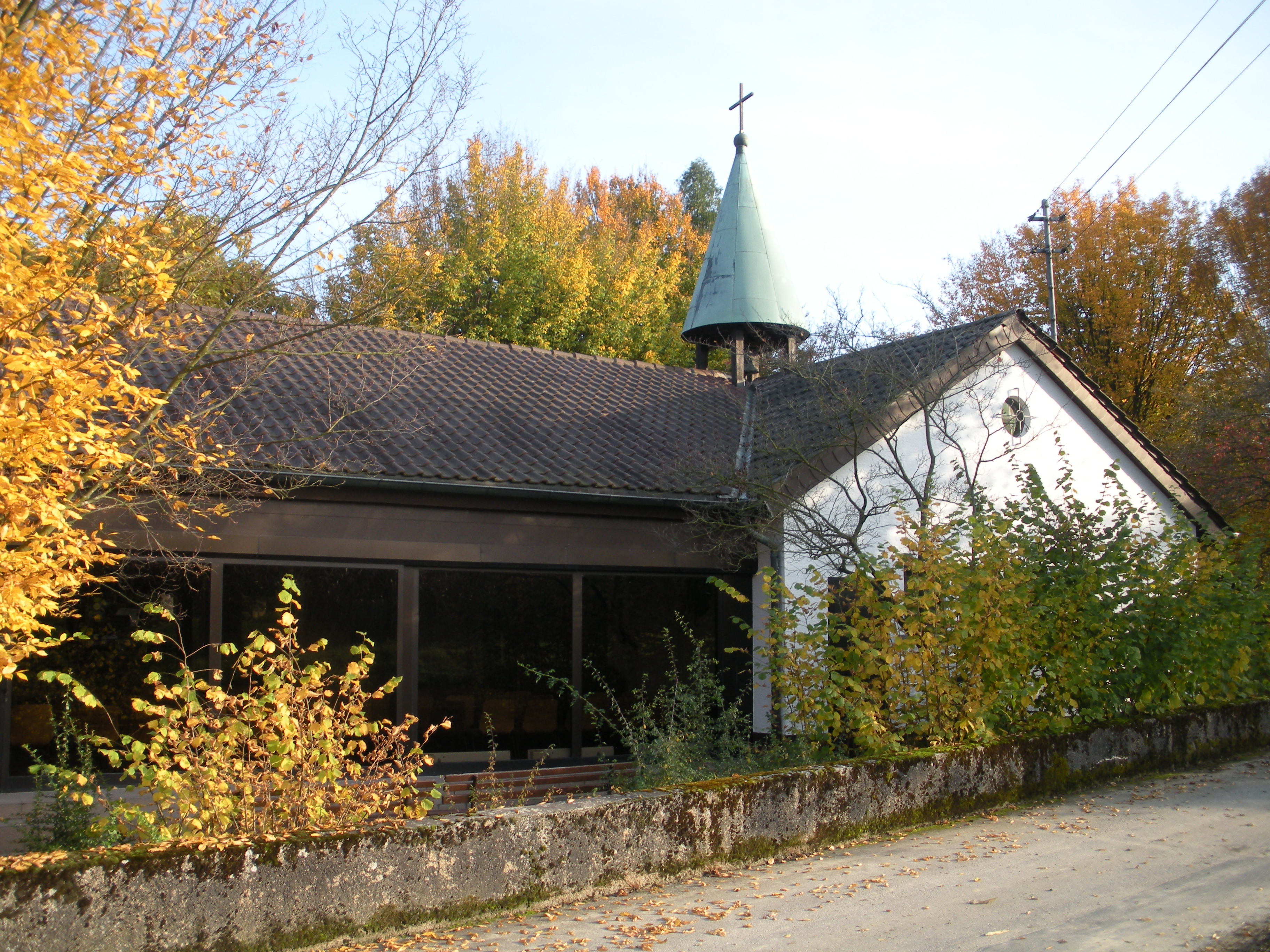
Aussegnungshalle auf dem Friedhof